# خربة السويطات (جنين)
عرب السويطات أو السويطات، هي قرية فلسطينية تقع جنوب شرق جنين في الضفة الغربية، وتتبع إدارياً لبلدية جنين.

## معالم
تضم خربة السويطات غابة حرشية تدعى بـ "أحراش السويطات"، وتبلغ مساحتها حوالي 140 دونماً.